# Дружба (Карачаево-Черкесия)
Дружба (карач.-балк. Дружба) — село в Прикубанском районе Карачаево-Черкесии, Россия. Административный центр Дружбинского сельского поселения.

## География
Расположено на левом берегу реки Кубани. Непосредственно граничит с городом Черкесск

## Население
| 2002 | 2010  | 2021  |
| ---- | ----- | ----- |
| 3139 | ↗3401 | ↘3112 |

Национальный состав
Население — 3401 человек, из них карачаевцы — 3266 человек, ногайцы — 135 человек.русские 1265  человек,

По данным Всероссийской переписи населения 2021 года:
| Народ               | Численность, чел. | Доля от всего населения, % |
| ------------------- | ----------------- | -------------------------- |
| карачаевцы          | 2 651             | 85,19 %                    |
| русские             | 254               | 8,16 %                     |
| армяне              | 62                | 1,99 %                     |
| черкесы             | 41                | 1,32 %                     |
| другие / не указано | 104               | 3,34 %                     |
| всего               | 3 112             | 100,0 %                    |

## Инфраструктура
В конце 2014 года завершено строительство физкультурно-оздоровительного комплекса "Дружба". В декабре 2015 года введен в эксплуатацию детский сад на 170 мест.